# Missa 'Sunt bona mixta malis'
De Missa 'Sunt bona mixta malis'  in d (Hob. XXII:2) is een in 1768 door Joseph Haydn gecomponeerde mis. De mis staat in de Hobokencatalogus vermeld als 'vermist'; in 1982 werden het Kyrie en het eerste deel van het Gloria teruggevonden.
Haydn schreef in totaal 15 missen (zie Missen van Joseph Haydn). De Missa Sunt bona mixta malis is de tweede mis die hij componeerde.

## Datering en bijnaam
De betekenis van de titel is onduidelijk. Die is afgeleid van het gezegde Sunt bona mixta malis, sunt mala mixta bonis, waarschijnlijk een gezegde van algemeen gebruik in Haydns dagen. Haydns voorganger in Eisenstadt, Gregor Joseph Werner, schreef eveneens een Missa Sunt bona mixta malis (maar weer niet in de stylus a capella)
Na de brand die Haydns huis vernielde (zie Verloren en teruggevonden werk hieronder) betaalde Prins Nicolaas II Esterházy de herbouw van het vernielde huis. De woorden Sunt bona mixta malis in Haydns eigen handschrift zijn later aangebracht en mogelijk een verwijzing naar de hulp van de prins.

## Verloren en teruggevonden werk[4]
Haydn heeft de – complete - mis opgenomen in de catalogus - de Entwurf-Katalog - die hij in ca. 1765 opstelde met hulp van zijn kopiist Joseph Elssler en die hij tot ongeveer 1800 heeft bijgehouden. Later stelde Haydn met Elsslers zoon Johann een grote, nieuwe thematische catalogus op, die bekend is als de Haydn-Verzeichniß of Elssler-Verzeichniß die in 1805 was afgerond.
Beide catalogi vermelden de 14 missen die Haydn heeft gecomponeerd, maar twee van de missen waren vermist:
- de Missa 'Rorate coeli desuper' in G (Hob. XXII:3), die in 1957 werd teruggevonden door H.C. Robbins Landon;
- de tweede mis was de Missa in d, en die in de eerste catalogus in Haydn handschrift is opgenomen, met vermelding van de eerst 5 maten voor de tenor- en baspartijen, met links de titel Missa Sunt bona mixta malis. De mis staat tussen een reeks andere instrumentale en vocale werken uit de jaren 1768 en 1769 (de ouvertures voor de opera's La pescatrici en Lo speziale, en de symfonieën nrs. 26 en 41).

In de Entwurf-Katalog staat de mis na de Missa in honorem Beatissimae Virginis Mariae in Es (Hob. XXII:4) uit 1768 of 1769. Deze mis bestaat, evenals de andere missen, in vele contemporaine kopieën, maar de Missa Sunt bona mixta malis daarentegen was zelfs niet in kopie bewaard gebleven.
In de dagboeken van het echtpaar Novello, die naar Duitsland en Oostenrijk reisden om gegevens te verzamelen over Mozart en daarvoor met de Mozartfamilie spraken, schrijft Vincent Novello in zijn notitie voor 29 juli 1829:
Artaria has the original MS. of Haydns Kyrie [uit de Mis] No. 5, [van] No.7 in G complete, and of the Kyrie and part of the Gloria of a mass in D minor entitled 'Sunt bona mixta malis' which has never been published. These I purchased of him for 6 florins.
Na de publicatie van de dagboeken in 1955, bezorgd door Rosemary Hughes, werd onmiddellijk in de archieven van de uitgeverij Novello gezocht of de mis(delen) te vinden waren. Maar dit was zonder resultaat en pas in 1983 werden bij het veilinghuis Christie's misdelen geveild met het opschrift Missa, Sunt bona mixta malis, a quattro voci alla capella, del Giuseppe Haydn manu propria 1768. De misdelen, het Kyrie en het eerste deel van het Gloria werden - na bestudering door Haydnkenner H.C. Robbins Landon als authentiek verklaard - verkocht voor 140.000 pond (120.000 meer dan Christie's had verwacht) aan een Duitse verzamelaar.
De overgeleverde misdelen worden gevolgd door 5 blanco bladzijden; mogelijk is de versie een niet-afgemaakte netversie.
Onder supervisie van Robbins Landon werd een eerste uitvoering op CD uitgebracht onder leiding van Bruno Weil (zie geselecteerde discografie), met Anner Bylsma (cello), Anthony Woodrow (contrabas) en Bob van Asperen (orgel).
Het jaar van compositie, 1768, is ook het jaar waarin Haydns huis door brand werd vernield. Mogelijk is de rest van de mis in het vuur opgegaan.

## Compositie
De bestaande delen van de mis zijn van een opvallend streng karakter, in de zogenaamde Palestrina-stijl of stylus a capella, getoonzet voor een a-capellakoor met basso continuo, bestaande uit orgel, cello en contrabas.
Met de stylus a capella voor deze mis volgde Haydn een traditie van imiteren van de vocale polyfonie uit de Renaissance, maar met toevoeging van een latere harmonie en ritme. Waarschijnlijk is de mis voor de advent geschreven.

## Geselecteerde discografie
- Missa 'Sunt bona mixta malis', soloisten, het Tölzer Knabenchor, L'Archibudelli, Tafelmusik o.l.v. Bruno Weil (met Missa Brevis Sancti Joannis de Deo in Bes, Hob. XXII:7 en andere religieuze werken)(Sony Classical Vivarte, SK 53 368)